# Matteo Messina Denaro
Matteo Messina Denaro (Castelvetrano, 26 de abril de 1962 — Áquila, 24 de setembro de 2023), também conhecido como Diabolik, foi um dos mais poderosos chefes da Máfia Siciliana. Seu apelido vem de um personagem de um quadrinho italiano da década de 1960. Ele assumiu o posto de líder da Cosa Nostra após as prisões de Bernardo Provenzano, em abril de 2006, e Salvatore Lo Piccolo, em novembro de 2007. Matteo Denaro chegou aos holofotes nacionais na Itália após aparecer, em 12 de abril de 2001, na capa da revista L'Espresso com a manchete Ecco il nuovo capo della Mafia ("Aqui está o novo chefe da Máfia"). Ele foi fugitivo da justiça por quase trinta anos, de 1993 a 2023, sendo, por muito tempo, de acordo com a revista Forbes, um dos dez criminosos mais procurados do mundo.
Com a morte de Bernardo Provenzano, em 2016, e Salvatore Riina, em 2017, Denaro foi visto como o "Chefe de todos os Chefes" ("Capo di tutti capi") dentro da Máfia Italiana. Era considerado um playboy e ostentava sua fortuna. 
Em 16 de janeiro de 2023, Messina foi preso numa clínica privada em Palermo. O mafioso havia sido condenado duas vezes, à revelia, à prisão perpétua pelos assassinatos de dois promotores em 1992 e também pela sua participação nos ataques a bomba em Florença, Roma e Milão, em 1993, que vitimou dez pessoas.
Messina Denaro morreu no hospital após entrar em coma irreversível em 24 de setembro de 2023. Ele tinha 61 anos e recebia tratamento para câncer de cólon, decisão que supostamente resultou em sua prisão anterior em uma clínica em Palermo.